# Торриони
Торриони (итал. Torrioni) — коммуна в Италии, располагается в регионе Кампания, в провинции Авеллино.
Население составляет 633 человека (2008 г.), плотность населения составляет 158 чел./км². Занимает площадь 4 км². Почтовый индекс — 83010. Телефонный код — 0825.
Покровителем коммуны почитается святой Архангел Михаил, празднование 29 сентября.

## Демография
Динамика населения:

## Администрация коммуны
- Официальный сайт: http://www.comune.torrioni.av.it/